# Колония и протекторат Сьерра-Леоне
Колония и протекторат Сьерра-Леоне (неофициально Британская Сьерра-Леоне) — британская колониальная администрация в Сьерра-Леоне с 1808 до 1961 года, часть Британской империи, включавшая территорию вокруг Фритауна, была основана в 1808 году. Протекторат был основан в 1896 году и включал внутренние территории, которые сегодня называют Сьерра-Леоне. Девизом колонии и протектората было Auspice Britannia liber (лат.«Свободный под защитой Британии»). Этот девиз был включен на более поздние флаг и герб Сьерра-Леоне.

## История

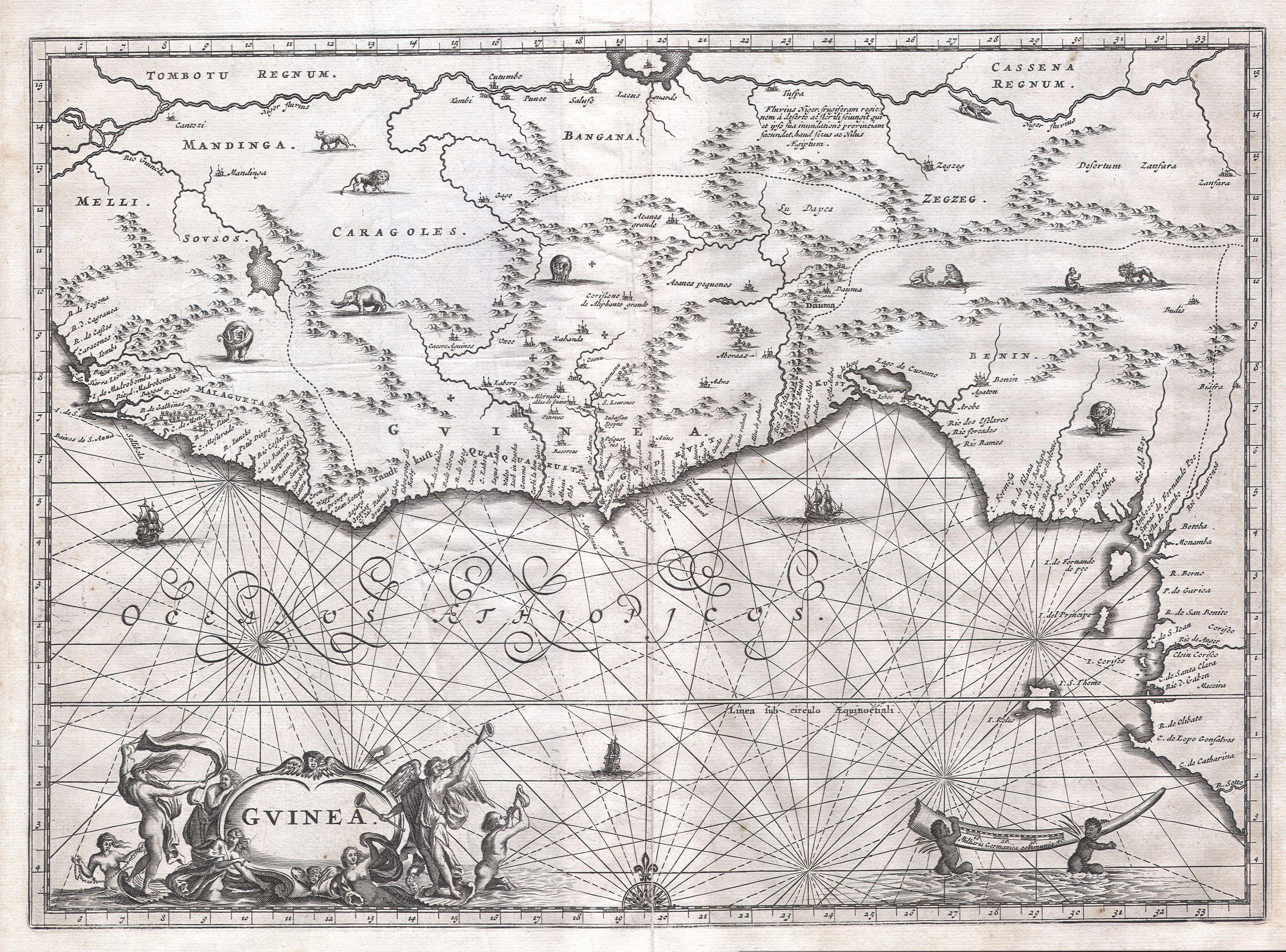
Английская карта Западной Африки 1670 года

В конце XVIII века работорговое судно, следовавшее в Америку, потерпело кораблекрушение у Британских островов. Несколько сотен африканцев оказались в Ливерпуле. По законам Великобритании они не могли быть признаны рабами на британской земле, вследствие чего были объявлены свободными. Чтобы избавить этих людей от голодной смерти, несколько английских филантропов сформировали «Комитет освобождения несчастных чернокожих», чтобы помочь как им, так и другим жертвам работорговли. Они предложили создать в Африке Провинцию свободы, где могли бы поселиться все освобождённые рабы. Основатель комитета Шарп собрал в Ливерпуле 351 африканца и с помощью своих знакомых переправил в Западную Африку.
В мае 1787 года английские суда причалили к берегам полуострова Сьерра-Леоне. Здесь, в его северной части, Шарп приобрёл у вождя Темне Наим Бана участок земли, на котором и поселились бывшие рабы. Спустя несколько лет на полуостров была доставлена ещё одна крупная группа африканцев (1131 человек) из Канады, ранее сражавшихся на стороне Великобритании в войне против США и получивших за это свободу. Первоначально им выделили землю в Новой Шотландии, однако сами африканцы предпочли перебраться в тёплую Африку. После прибытия второй группы переселенцев в Сьерра-Леоне общими силами освобождённых рабов было основано поселение Фритаун (англ. «город свободных») — будущая столица Сьерра-Леоне. Управление поселением перешло в руки английской колониальной «Компании Сьерра-Леоне».
Именно от этих переселенцев берёт начало сегодняшнее население Фритауна — креольское. Ввиду того, что подавляющее большинство африканцев не помнило своей племенной принадлежности и родного языка, их языком стал крио — видоизменённый вариант английского языка со значительной примесью африканских слов. Сегодня крио является официальным языком Сьерра-Леоне. Постепенно креолы получили главенствующее положение в Сьерра-Леоне. В 1796 году креолы, населявшие Фритаун, впервые выступили против избрания во фритаунский совет белых. В 1800 году креольские бунты вынудили англичан учредить во Фритауне выборный муниципалитет и суд присяжных из креолов.
В 1808 году Фритаун и его окрестности официально перешли под власть Британской короны. В течение XIX века британцы постепенно заняли всю территорию современного государства Сьерра-Леоне, преодолев сопротивление французов. Благодаря англичанам произошёл скачок в развитии Сьерра-Леоне. В частности, в 1827 году во Фритауне был учреждён старейший ВУЗ Западной Африки — университет Фура-Бей. Население пополнялось освобожденными с невольничьих кораблей рабами. Во Фритауне с 1819 по 1866 годы работала американо-британская комиссия, которая рассматривала дела о захваченных кораблях под американскими и британскими флагами, которые подозревались в работорговле. Комиссия рассмотрела 535 дел, освободив более 55 тыс. рабов. В течение XIX века местное население неоднократно восставало против англичан. Так, в феврале 1898 года африканцы в окрестностях города Порт Локо отказались от уплаты налогов, вождь племени локо по имени Баи Буре собрал 3 тысячи бойцов и развязал военные действия против британцев. В итоге к концу года было убито более 2 тысяч мятежников, казнено 96 их предводителей, однако и британцы понесли серьезные потери: 160 человек убитыми и более 260 — ранеными.
В 1896 году над Сьерра-Леоне был установлен британский протекторат. В результате местные племенные вожди стали чиновниками британской колониальной администрации. Окончательные границы с колониальными владениями Франции — главной соперницы Англии в колонизации Африканского континента — были установлены в 1904 году, с Либерией — в 1911 году.С начала XX века в Сьерра-Леоне началось развитие горнодобывающей промышленности, интенсивное строительство дорог, в том числе железных, создавались городские поселения. В 1928 году британцы официально запретили «домашнее» рабство, но на деле этот запрет практически ничего не значил.
Как во время Первой, так и во время Второй мировой войны военные действия не велись на территории Сьерра-Леоне. Во время Первой мировой войны, ввиду того, что Африка была колонизирована преимущественно державами Антанты, угроза нападения из германских колоний в отношении Сьерра-Леоне отсутствовала. Ближайшим к Сьерра-Леоне колониальным владением Германии был Тоголенд, однако практически сразу после объявления войны он был оккупирован английскими войсками. Во время Второй мировой войны ближайший военный конфликт происходил в 1940 году в Сенегале (Сенегальская операция), когда войскам Вишистской Франции удалось отразить нападение сил Антигитлеровской коалиции.Колония и протекторат Сьерра-Леоне просуществовали до 1961 года, когда она обрела независимость от Соединенного Королевства, а Елизавета II стала королевой Сьерра-Леоне. Она оставалась главой государства в течение десятилетия до 1971 года , когда страна стала республикой.

### Хронология Британского господства и сопротивления в первый колониальный период
1884. Образуется Союз механиков, союз (возможно, первый).
1885. Образован Союз защиты плотников (союз).
1893. Во Фритауне проходит забастовка рабочих армейских казарм. Очередную забастовку солидарности начинают другие рабочие. Губернатор Флеминг ругается перед 200 гражданами как специальные констебли и подавляет это.
1919. Забастовка и бунт Департаменты железных дорог и общественных работ «среди прочего, из-за невыплаты военных премий африканским рабочим, хотя они выплачивались другим государственным служащим, особенно европейскому персоналу». Крупные беспорядки происходят во Фритауне. Креольская элита остается нейтральной.
1920. Сентябрь Железная дорога Сьерра-Леоне создает Союз взаимопомощи рабочих.
1923-1924. Беспорядки в Моямбе.
1925. Союз 1920 года переименован в Союз железнодорожников.
1926. Забастовка и бунт 13 января начинается забастовка Профсоюза железнодорожников, которая продлится до 26 февраля. Беспорядки во Фритауне. Креольская элита поддерживает забастовщиков. По словам Вайза, это первый случай, когда креольские рабочие и элита действуют в гармонии. Забастовка была воспринята правительством как угроза стабильности и подавлена войсками и полицией.
1930. Беспорядки в Камбии.
1930-1931. Восстание Хайдары Конторфилли. Назван в честь харизматичного мусульманского лидера Хайдары Конторфили. В качестве причин Уайс называет «жесткую руку правительства и ухудшение социальных и экономических условий, а также разрушительный характер колониального правления». Оно закончилось после гибели Конторфилли от рук британских войск.
1931. Пуджехунские беспорядки.
1934. Беспорядки в Кенеме.
1938-39. Серия забастовок и гражданского неповиновения. Западноафриканскую молодежную лигу (WAYL) обвинили в терроре.
1939, Январь Армейские беспорядки во Фритауне из-за низкой зарплаты. Мятежников возглавил креольский стрелок Эммануэль Коул.
1948, Ноябрь Беспорядки в Баоме в вождестве Бадома округа Бо. Сто человек предстали перед Верховным судом за участие в беспорядках.
1950, Октябрь Африканский союз горняков (генеральным секретарем был Сиака Стивенс) начинает забастовки в Марампе и Пепеле, Северная провинция. Беспорядки забастовщиков продолжаются поджогом дома африканского штабного агента.
1950, 30 октября, Кайлахун. 5000 человек проводят жестокую демонстрацию. Причиной стал слух о том, что правительство поддержит и восстановит традиционного вождя Луавы.
1951. Пуджехун, Юго-Восточная провинция:
- 3 марта: вооруженное нападение ночью на дом начальника отражено полицией.
- 15 марта: Несколько городов отказываются платить налоги правительству, пока их глава не будет свергнут. В отношении сторонников правительства применялось запугивание.
- 2 июня: Около 300 «демонстрантов» из близлежащих городов нападают на город Бандежума. 101 Несколько человек предстают перед судом Верховного суда. Других судили в упрощенном порядке.[19]

1955, Февраль Всеобщая забастовка во Фритауне в знак протеста против роста стоимости жизни и низкой заработной платы. Это продолжалось несколько дней: грабежи и повреждение имущества, в том числе резиденций министров правительства. Дирижер: Маркус Грант.
1955-56. холмы в округе Камбия, Северная провинция и на юго-востоке в округе Пуджехун. «Задействованы десятки тысяч крестьян и жителей глубинки, горожан.

## Изображение

Флаг 1889-1914 годов.
Печать колонии и протектората Сьерра-Леоне с 1889 по 30 июля 1914 года.
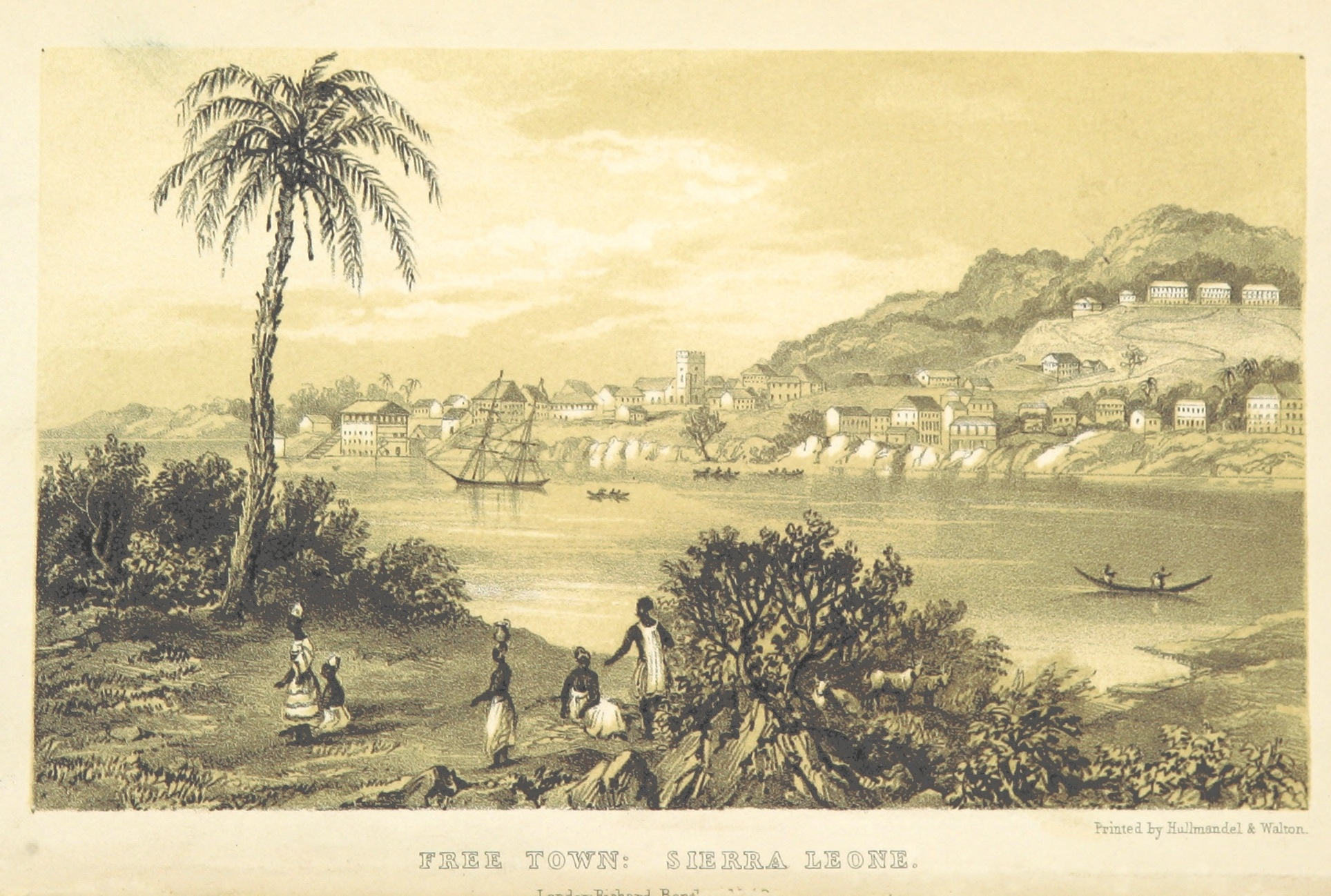
Фритаун в 1850 году.
Герб Сьерра-Леоне (1914–1960)
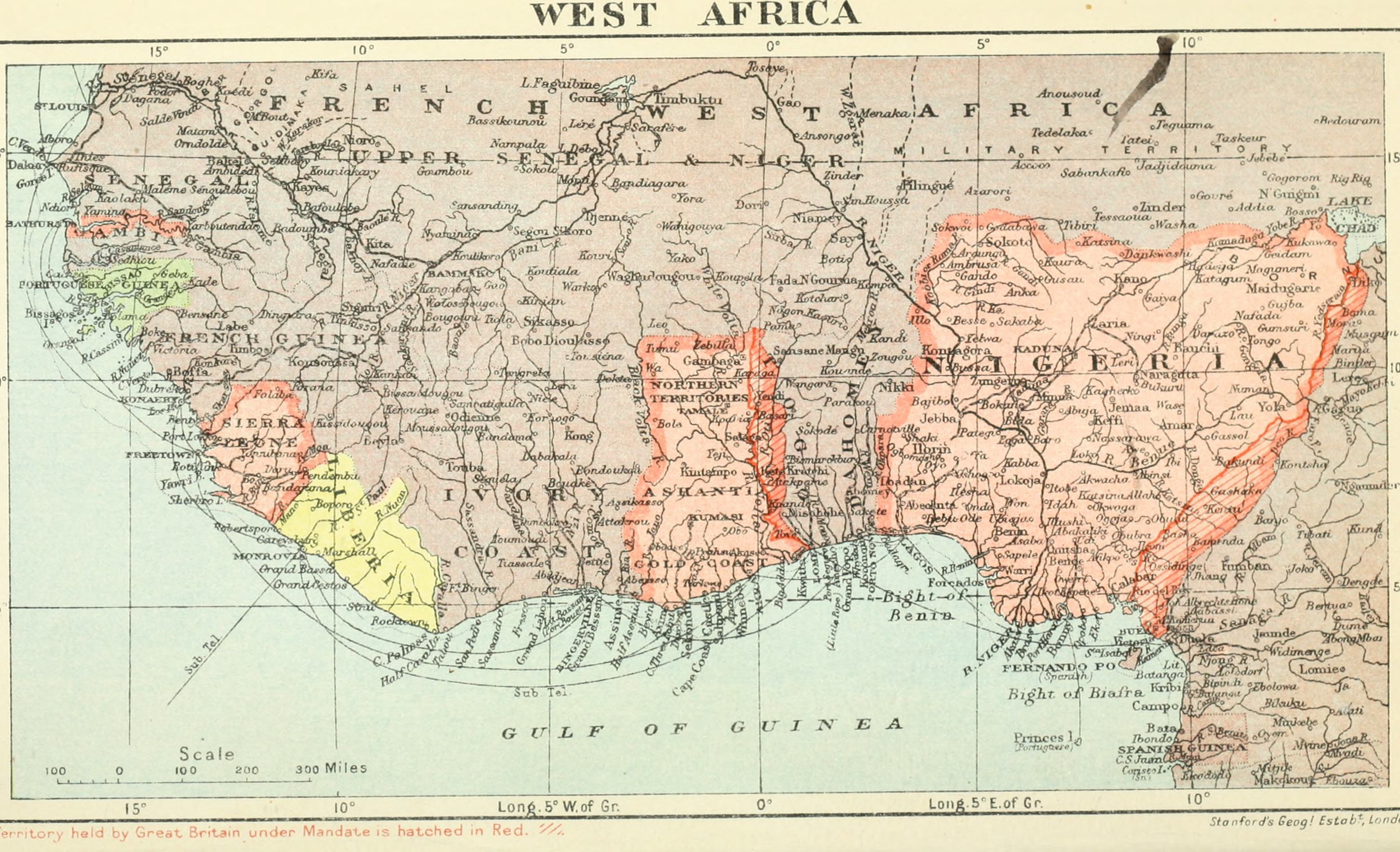
Сьерра-Леоне в составе Британской Западной Африки.
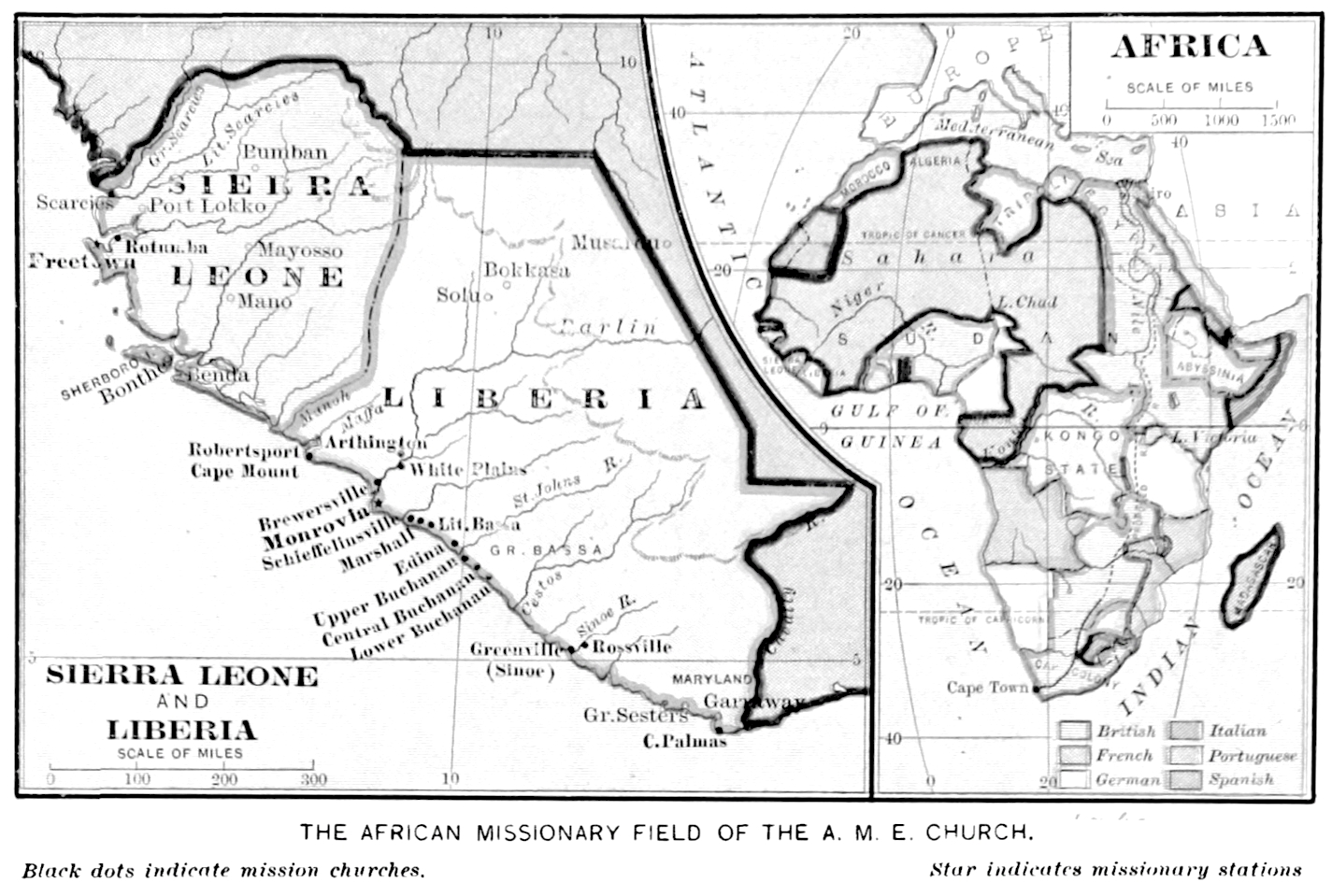
Карта Сьерра-Леоне и Либерии.
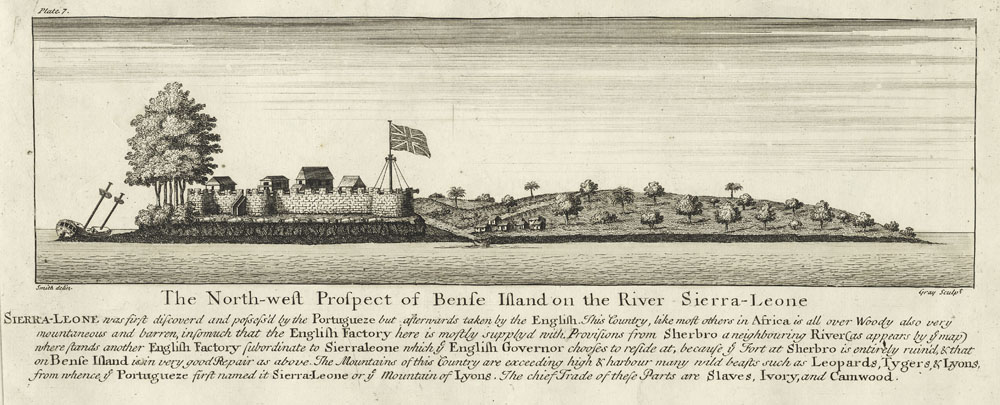
Изображение британского форта на острове Бунс (1727)
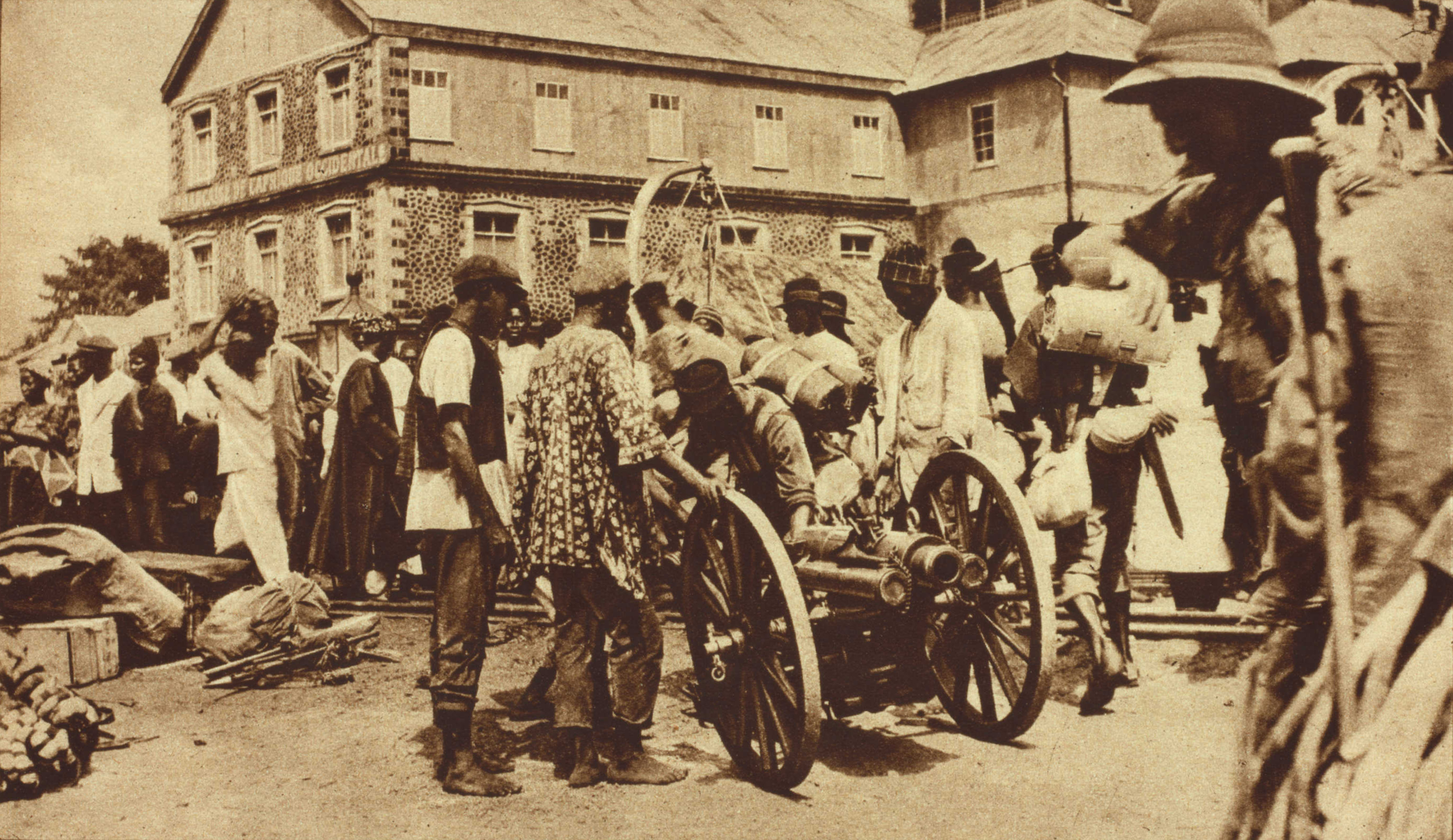
Британские экспедиционные войска во Фритауне (1919 год)
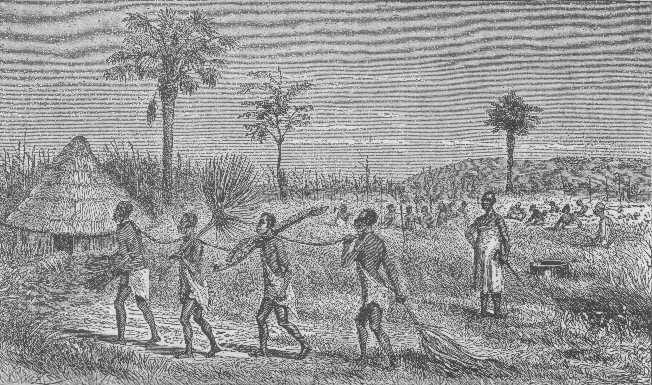
Африканские рабы. Гравюра XIX века.